# Empoasca pelecana
Empoasca pelecana är en insektsart som beskrevs av Paul W. Oman och Wheeler 1938. Empoasca pelecana ingår i släktet Empoasca och familjen dvärgstritar.
Artens utbredningsområde är Colorado. Inga underarter finns listade i Catalogue of Life.